# Jima Abajo
Jima Abajo es un municipio de la República Dominicana, que está situado en la provincia de La Vega.. Se encuentra en la región central del país, siendo parte de la zona conocida como el Valle de la Vega Real. Este municipio es conocido por su ambiente rural y su proximidad a importantes centros urbanos como la ciudad de La Vega, lo que le otorga un vínculo estrecho con la vida urbana y rural.
La economía de Jima Abajo se basa principalmente en la agricultura, con cultivos de productos como  el arroz (En este municipio se produce el 35% del Arroz de Rep. Dom) el café, cacao, y diversos frutos, aprovechando su clima favorable y su fértil tierra. Además, la ganadería también juega un papel importante en la actividad económica local. La comunidad se caracteriza por un estilo de vida tranquilo, con un fuerte sentido de comunidad y un notable apego a las tradiciones y costumbres locales.
A nivel cultural, Jima Abajo celebra diversas festividades, entre las que destacan las celebraciones religiosas y las festividades populares, que reflejan la rica tradición del municipio. La parroquia local y las diversas actividades comunitarias son puntos de encuentro para los habitantes de la región.
En términos de infraestructura, Jima Abajo ha experimentado un crecimiento sostenido en las últimas décadas, con mejoras en sus servicios básicos, como agua potable, electricidad y transporte. El municipio ha trabajado para fortalecer su sistema educativo y de salud, brindando a sus ciudadanos acceso a servicios esenciales.
La Alcaldía de Jima Abajo y el actual Alcalde; Ing. Ignacio Céspedes (2024-2028) desempeñan un papel clave en la gestión pública local, promoviendo la transparencia, el acceso a la información y la participación ciudadana. Esto ha permitido que la comunidad se involucre activamente en la toma de decisiones que afectan su desarrollo.
Jima Abajo es un lugar representativo de la vida rural dominicana, que combina el trabajo agrícola con un sentido de identidad cultural y comunidad.

## Límites
Municipios limítrofes:
Al Norte: La Vega
Oeste: La Vega y Bonao
Este: Fantino
Sur: Bonao y Fantino

## Distritos municipales
Está formado por los distritos municipales de:
| Nombre      | Código   |
| ----------- | -------- |
| Jima Arriba | 02130401 |
| Rincón      | 02130402 |

## Historia
1. 1 2  
La fundación de Jima Abajo se origina con los primeros pobladores procedentes de la línea noroeste del país, a finales del siglo XVIII. A pesar que no se tiene información precisa sobre el origen del nombre del municipio, la tradición popular señala que los primeros pobladores le llamaban buena vista o bella vista pero empezaron a llamarle Jima Abajo por ser un amplio valle de topografía llana. Se puede señalar entre sus primeros pobladores, las familias: Sandoval, Santos, Gullón, Portorreal, Agramontés, Rodríguez, Lara, Ferreira, Núñez, Ulloa, Reyes, Mejía, entre otros9. Durante la fundación de Jima Abajo, su desarrollo fue lento pues sus pobladores se dedicaban a la caza, pesca y agricultura. Generalmente, el comercio se realizaba intercambiando los productos de manera que cada individuo o familia cubriera mínimamente sus necesidades. Específicamente, la actividad económica del municipio se fue sustentando en el cultivo del arroz, plátano, yuca, batata también, en la crianza de gallina, guineas, cerdos, vacas y pavos. Las casas eran cobijadas de tablas, pachuli y yagua, con pisos de tierra

En 1905, el señor Manuel Henríquez Gómez se estableció en el municipio y fundó la primera bodega o colmado; fue designado alcalde pedáneo y trajo el primer equipo de música de la época y el primer vehículo de cuatro ruedas a esta comunidad

Durante el gobierno de Horacio Vásquez en 1929, se construyó la carretera que comunica el municipio con el municipio de La Vega y con la provincia Sánchez Ramírez, lo que implicó la construcción del puente sobre el Río Jima, el cual atraviesa el municipio. El verdadero desarrollo de este municipio se inicia en el año 1938 con la llegada a la zona del español José Vásquez Quintero, el cual cultivaba 6,000 tareas de arroz y edificó la primera Factoría llamada Vásquez – Quintero, para el procesamiento de mismo. A raíz de esto, muchos obreros se vieron en la obligación de trasladarse a este municipio lo que conllevó a poblarse la sección de La Frontera y Los Cerros 12. En el 1947, el Presidente Rafael Leónidas Trujillo realizó el primer asentamiento agrario en el lugar llamado La Colonia. Con esto, trajo 42 familias procedentes de la línea noroeste del país, específicamente de Valverde (Mao), Guayubin, Villa Cinda, Villa Vásquez y Juan Gómez, entre otros. Se les entregó una casa y parcelas que oscilaban entre 42 hasta 75 tareas para el cultivo de arroz

Para 1967, el Presidente de la Republica, Dr. Joaquín Balaguer, inicia la electrificación del pueblo de Jima. En 1978, fue inaugurada el contra embalse Presa de Rincón, la principal obra de infraestructura; y con ésta varios asentamientos agrarios y la primera fábrica de asfalto. La primera escuela establecida en el municipio tuvo como maestros a Baldomero Lara y a la poetisa Divina Gómez, quien llegó a alcanzar fama nacional e internacional cultivando el género de la poesía, también Ana Rodríguez, Ana Silvia Jiménez, Rosita Jiménez, y otros. Para el año 1970, se imparten los cursos 7mo y 8vo en la escuela de Jima Abajo y, en el 1974 se crea el Liceo Jima Abajo. En el año 1989, se inaugura el segundo centro educativo que lleva por nombre Reverendo Andrés Amenguar, en la sección de Jima Arriba. En el 1992 se inaugura el primer colegio parroquial Cristo Rey y, en 1996 la escuela Francisco del Rosario Sánchez. Ya en 1989, se habían instalado por la compañía de CODETEL un gran número de teléfonos residenciales y personales. Para la década de los ´90, se inaugura el Tele Cable Central, se crea el Banco Agrícola y se inicia la construcción de las calles. En el año 1997, se instala la Junta Centra Electoral Municipal y así, se sigue vislumbrando todo un auge social, cultural, económico, político, religioso y educativo14. El 4 de mayo del año 1982, mediante la Ley 458, fue elevado a Distrito Municipal de la provincia La Vega; más adelante, para el año 1996, se conformó el Consejo Municipal de Desarrollo con 48 organizaciones y líderes comunitarios con el apoyo de la Junta Distrital de Jima trabajaron en el proyecto de ley para elevar el Distrito Municipal de Jima Abajo a municipio, a través del Congreso Nacional hasta llegar al entonces presidente Dr. Leonel Fernández Reyna, quien promulga el 14 de diciembre la Ley 61-96 que crea el municipio de Jima Abajo15. Cuando Jima Abajo fue elevado a Distrito Municipal en 1982, se designó a Belisario Aquino como director distrital. Desde sus inicios como Distrito Municipal hasta la época, Jima Abajo ha tenido 10 encargados de Juntas Municipales y 3 alcaldes.

Pdf oficial de la República Dominicana con descripción de la división territorial actualizada al año 2015. Archivado el 23 de agosto de 2018 en Wayback Machine. Consultado el 28 de agosto de 2018. Páginas 223 a 224.
2. ↑  «Ayuntamiento Jima Abajo».
3. ↑  Página de OpenStreetMap donde constan los datos de referencia. Consultado el 6 de octubre de 2018.